# Styrelsen for Patientsikkerhed
55°39′41.72″N 12°34′12.47″Ø / 55.6615889°N 12.5701306°Ø
Styrelsen for Patientsikkerhed er en institution under Sundheds- og Ældreministeriet. Den er oprettet 8. oktober 2015 og er en sammensmeltning af den tidligere styrelse Patientombuddet og tilsynsområdet fra Sundhedsstyrelsen. Styrelsen blev etableret for at sikre patientsikkerheden i Danmark ved at blive bedre til at identificere risikoområder i sundhedsvæsnet. Styrelsens hovedopgave er at føre tilsyn med danske sundhedspersoner og sundhedsvæsnet, udstede autorisationer til sundhedspersoner samt varetage smitteopsporing og sundhedsfaglig rådgivning af andre myndigheder.
I forbindelse med anden del af regeringens plan om udflytning af statslige arbejdspladser, blev det besluttet at udskille dele af Styrelsen for Patientsikkerhed i en ny styrelse, Styrelsen for Patientklager med hovedsæde i Århus.

## Organisation

### Tilsyn og Rådgivning
Området fører tilsyn med danske sundhedspersoner og sundhedsvæsnet, foretager retslægelige ligsyn, foretager smitteopsporing og yder sundhedsfaglig rådgivning til andre myndigheder som en del af sundhedsberedskabet.  Denne del varetages af Tilsyn og Rådgivning i Styrelsen for Patientsikkerhed og landslægen på Færøerne.

### Autorisationer
Tildeler (og fratager) autorisationer til sundhedspersoner i den danske sundhedssektor.

### Læringsenhed
Læringsenheden under Patientombuddet varetager den centrale administration af rapporteringssystemet for utilsigtede hændelser i sundhedsvæsenet (DPSD). Denne læringsenhed modtager på nationalt niveau de rapporterede hændelser og gennemgår og formidler viden herfra tilbage til sundhedsvæsenet.

### International sygesikring
International Sygesikring vejleder om rettigheder til sygehjælp efter dansk lovgivning, EU-regler og andre internationale aftaler om sygesikring under midlertidige ophold eller bopæl i EØS-lande og Schweiz mv.

## Ledelse

### Direktører
- Anne-Marie Vangsted[6] 2015-2020
- Anette Lykke Petri 2020-

## Adresse
Styrelsens hovedsæde er placeret i en bygning på Islands Brygge, der tidligere rummede dele af den nu nedlagte sojakagefabrik.